# The Wedding Bells
The Wedding Bells è una serie televisiva statunitense in 7 episodi di cui 5 trasmessi per la prima volta nel corso di una sola stagione nel 2007.
È una serie del genere commedia drammatica incentrata sulle vicende delle tre sorelle Bell, Annie (KaDee Strickland), Jane (Teri Polo) e Sammy Bell (Sarah Jones) che ereditano il "Wedding Palace", un servizio di wedding planner, dopo il divorzio dei genitori. David Conlon (Michael Landes) è il fotografo delle nozze ed ex-fidanzato di Annie, con cui ha intrecciato un rapporto denso di tensioni, e Russell Hawkins (Benjamin King), è il marito di Jane e direttore operativo della società. La serie fu annullata dopo la trasmissione di cinque episodi sui sette prodotti in totale.

## Personaggi e interpreti
- Ralph Snow (5 episodi, 2007), interpretato da Chris Williams.
- Cedric (5 episodi, 2007), interpretato da Cleavant Derricks.
- Jane Bell (4 episodi, 2007), interpretato da Teri Polo.
- Annie (4 episodi, 2007), interpretato da KaDee Strickland.
- Sammy Bell (4 episodi, 2007), interpretato da Sarah Jones.
- Amanda Pontell (4 episodi, 2007), interpretato da Missi Pyle.
- David Conlon (4 episodi, 2007), interpretato da Michael Landes.
- Russell Hawkins (4 episodi, 2007), interpretato da Benjamin King.
- Debbie Quill (4 episodi, 2007), interpretato da Sherri Shepherd.
- Avventore bar (3 episodi, 2007), interpretato da Shelley Appelbaum.
- Steve the Bartender (3 episodi, 2007), interpretato da JR Garcia.
- Cantante (7 episodi, 2007), interpretato da Stephanie 'Stevvi' Alexander.
- DeDe Stoller (2 episodi, 2007), interpretato da Pamela Adlon.
- Mark Powell (2 episodi, 2007), interpretato da Kevin Brief.
- Michael Madison (2 episodi, 2007), interpretato da Matthew Settle.
- Bridesmaid (2 episodi, 2007), interpretato da LeeAnn Taylor.
- Laurie Hill (2 episodi, 2007), interpretato da Heather Tom.
- Laine Hill (2 episodi, 2007), interpretato da Nicholle Tom.

## Produzione
La serie, ideata da David E. Kelley e Jason Katims, fu prodotta da Philip Carr Neel per la 20th Century Fox Television e la David E. Kelley Productions e girata nei Raleigh Manhattan Beach Studios a Manhattan Beach in California. Le musiche furono composte da Danny Lux.

### Registi
Tra i registi sono accreditati:
- Jon Amiel in un episodio (2007)
- Arvin Brown in un episodio (2007)
- Mel Damski in un episodio (2007)
- Dennie Gordon in un episodio (2007)
- Arlene Sanford in un episodio (2007)
- Michael Zinberg in un episodio (2007)

### Sceneggiatori
Tra gli sceneggiatori sono accreditati:
- David E. Kelley in 6 episodi (2007)
- Jason Katims in 5 episodi (2007)

## Distribuzione
La serie fu trasmessa negli Stati Uniti dal 7 marzo 2007 al 6 aprile 2007 sulla rete televisiva Fox.

## Episodi
| Stagione       | Episodi | Prima TV USA |
| -------------- | ------- | ------------ |
| Prima stagione | 7       | 2007         |